# Gorno-Čujskij
Gorno-Čujskij (in russo Горно-Чуйский?) è un insediamento di tipo urbano della Russia, situato nell'Oblast' di Irkutsk.